# Télécom ParisTech
Télécom ParisTech er et fransk ingeniør-institut tilknyttet Université Paris-Saclay.
Instituttet blev oprettet i 1878 (École Supérieure de Télégraphie) i 1971 (École nationale supérieure des télécommunications) og har i dag omkring 1600 studerende.